# El equipaje del rey José
El equipaje del rey José es la primera novela de la segunda serie de los Episodios nacionales de Benito Pérez Galdós. Publicada en 1875, en ella, el escritor presenta a los personajes centrales de esta serie: Salvador Monsalud, su medio hermano Carlos Navarro (alias ‘Garrote’), Jenara Baraona y el «camaleónico» Juan Bragas de Pipaón, (elenco folletinesco que luego completarán Soledad y Benigno Cordero); a través de ellos se describe la raíz del enfrentamiento entre liberales y absolutistas que se había ido incubando durante la Guerra de Independencia y que a partir de entonces marcaría la historia de España.
Este episodio se inicia en el año 1813, con la Guerra de la Independencia Española tocando a su fin. Una vez más se describe el comportamiento abusivo de las tropas de ocupación; el apasionamiento de los guerrilleros del Norte y de la población que los apoya, como germen del fanatismo absolutista durante el reinado del “rey Felón”. También se plantea el dilema moral en torno a los afrancesados, así como el legado liberal de estos.
Galdós que había escrito su serie inicial de los Episodios en primera persona a través del protagonista Gabriel de Araceli, y consciente de las limitaciones de este recurso literario, pone en práctica en la segunda serie el modelo, más flexible, de la narración libre, ya fuera en tercera persona o dando la palabra a distintos narradores. Así, El equipaje del rey José se narra en tercera persona, desde los distintos puntos de vista de los personajes principales (que dan consistencia a la narración componiendo «el plano simbólico de los hechos históricos»), hasta las descripciones históricas recopiladas por el autor. El protagonista principal, Salvador Monsalud, es un joven que para salir de la pobreza ha entrado en la Guardia Jurada, y que con ella se desplazará por España en los estertores del conflicto bélico; periplo en el que se irá urdiendo la trama folletinesca (amorosa y de sangre), que se desarrolla a lo largo de toda la serie. De esa trama emergerán una y otra vez las observaciones del escritor, que en esta segunda serie –contagiándose de la desesperanza de los años de reinado de Fernando VII, en opinión de los críticos–, han sustituido el calor del heroísmo muchas veces épico-literario por una amarga mirada pesimista.

...de un grupo de holgazanes que sostenía la esquina de la Cava-Baja salieron voces de a ese, a ese, y luego un murmullo de risas insolentes. Monsalud se paró en medio de la calle, y volviéndose a los del grupo les miró cara a cara, esperando que alguno pasase de las palabras a las obras. En el mismo instante, varias pelotas de lodo, arrojadas por los chiquillos, se aplastaron en su pecho, salpicándole la cara.

El populacho es algunas veces sublime, no puede negarse. Tiene horas de heroísmo, en virtud de extraordinaria y súbita inspiración que de lo alto recibe; pero fuera de estas horas, muy raras en la historia, el populacho es bajo, soez, envidioso, cruel y sobre todo cobarde. Todos los vencidos sufren más o menos la cólera de esta deidad harapienta que por lo común no sale de sus madrigueras sino cuando el tirano ha caído. Si no le supo exterminar con su iniciativa y su fuerza, casi siempre se da el gustazo de rociarle con su fango; y a todas las instituciones o personas que caen por el esfuerzo de campeones de otra esfera más alta, el populacho les pone su ignominioso sello de inmundicia. La libertad y las caenas, a quienes alternativamente aduló, han visto sobre sí en el momento terrible a la furia inmunda que les escupía. Como la hiena, es intrépida con los muertos.
Capítulo IV, Galdós (1875)

Gran parte del episodio está dedicado al juego de estrategias y pasajes bélicos de la batalla de Vitoria, que supuso el telón de la guerra de la Independencia española. 